# جويل (بشت أربابا)
جویل (بشت أربابا) (بالفرنسية: Guil)‏ هو نهر يقع في فرنسا. يقدر ارتفاعه عن سطح البحر بـ 2,510 متر.